# شیمل
شیمل (انگلیسی: Schimmel) شرکت تجهیزات موسیقی آلمانی است، که در سال ۱۸۸۵ تأسیس شد.